# Péter Halmosi
Péter Halmosi (ur. 25 września 1979 w Szombathely) – węgierski piłkarz grający na pozycji lewego pomocnika.

## Kariera klubowa
Halmosi urodził się w mieście Szombathely i w nim rozpoczął karierę piłkarską. Jego pierwszym klubem był tamtejszy Szombathelyi Haladás i w sezonie 1998/1999 zadebiutował w jego barwach pierwszej lidze węgierskiej. Od następnego był już podstawowym zawodnikiem drużyny, a w sezonie 2001/2002 dotarł do finału Pucharu Węgier, jednak Haladas przegrał 1:2 z Újpestem Budapeszt. Dodatkowo zespół z Szombathely spadł do drugiej ligi.
Latem 2002 roku po spadku Haladas Halmosi odszedł do austriackiego Grazer AK. W austriackiej Bundeslidze swój debiut zaliczył 4 sierpnia w zremisowanym 1:1 wyjazdowym meczu z FC Kärnten. W GAK pełnił rolę rezerwowego, ale wywalczył z tym klubem wicemistrzostwo Austrii.
W 2003 roku Péter wrócił na Węgry i został piłkarzem Debreczyn VSC. 26 lipca rozegrał dla tego klubu swój pierwszy mecz, przegrany 1:3 z Újpestem. W drużynie z Debreczyna grał w podstawowym składzie i już w 2005 roku został z nim mistrzem Węgier, a sukces ten osiągnął także w dwóch kolejnych sezonach. W latach 2005 i 2006 zdobył Superpuchar Węgier.
Na początku 2007 roku Halmosi został wypożyczony do angielskiego Plymouth Argyle, grającego w Football League Championship. Do końca sezonu zdobył 4 gole i został wykupiony przez „The Pilgrims”. W sezonie 2007/2008 strzelił dla Plymouth 8 goli. 16 lipca 2008 roku Halmosi podpisał czteroletni kontrakt z Hull City, beniaminkiem Premiership. Pierwsze spotkanie w ekstraklasie Anglii rozegrał 16 sierpnia przeciwko Fulham F.C. (2:1).
W lutym 2010 roku został wypożyczony do Haladás Szombathely, a w 2011 trafił do niego na stałe.
| Sezon   | Klub                 | Kraj    | Rozgrywki    | Mecze | Bramki |
| ------- | -------------------- | ------- | ------------ | ----- | ------ |
| 1998/99 | Szombathelyi Haladás | Węgry   | NB I         | 2     | 0      |
| 1999/00 | Szombathelyi Haladás | Węgry   | NB I         | 26    | 2      |
| 2000/01 | Szombathelyi Haladás | Węgry   | NB I         | 34    | 14     |
| 2001/02 | Szombathelyi Haladás | Węgry   | NB I         | 38    | 2      |
| 2002/03 | Grazer AK            | Austria | Bundesliga   | 17    | 3      |
| 2003/04 | Debreceni VSC        | Węgry   | NB I         | 29    | 5      |
| 2004/05 | Debreceni VSC        | Węgry   | NB I         | 28    | 5      |
| 2005/06 | Debreceni VSC        | Węgry   | NB I         | 26    | 7      |
| 2006/07 | Debreceni VSC        | Węgry   | NB I         | 16    | 2      |
| 2006/07 | Plymouth Argyle      | Anglia  | Championship | 16    | 4      |
| 2007/08 | Plymouth Argyle      | Anglia  | Championship | 43    | 8      |
| 2008/09 | Hull City            | Anglia  | Premiership  | 18    | 0      |
| 2009/10 | Hull City            | Anglia  | Premiership  | 0     | 0      |
| 2009/10 | Szombathelyi Haladás | Węgry   | NB I         | 15    | 3      |
| 2010/11 | Szombathelyi Haladás | Węgry   | NB I         | 12    | 5      |
| 2011/12 | Szombathelyi Haladás | Węgry   | NB I         | 27    | 5      |
| 2012/13 | Szombathelyi Haladás | Węgry   | NB I         | 23    | 5      |
| 2013/14 | Szombathelyi Haladás | Węgry   | NB I         | 25    | 6      |
| 2014/15 | Szombathelyi Haladás | Węgry   | NB I         | 24    | 3      |
| 2015/16 | Szombathelyi Haladás | Węgry   | NB I         | 29    | 3      |
| 2016/17 | Szombathelyi Haladás | Węgry   | NB I         | 29    | 1      |
| 2017/18 | Szombathelyi Haladás | Węgry   | NB I         | 27    | 0      |

## Kariera reprezentacyjna
W reprezentacji Węgier Halmosi zadebiutował 12 lutego 2002 roku w przegranym 0:2 towarzyskim spotkaniu z reprezentacją Czech. W swojej karierze występował w eliminacjach do Mistrzostw Świata w Niemczech i Euro 2008, a obecnie jest podstawowym zawodnikiem Węgrów w kwalifikacjach do Mundialu w RPA.